# گروه تی‌وی‌ای
گروه تی‌وی‌ای (انگلیسی: Groupe TVA) شرکت رسانه‌ای کانادایی است، که در سال ۱۹۶۰ تأسیس شد.